# Lautlingen
Lautlingen is een plaats in de Duitse gemeente Albstadt, deelstaat Baden-Württemberg, en telt 1,760 inwoners (2020).
In het slot van Lautlingen worden geregeld concerten gehouden. Drie verdiepingen in het slot zijn als museum ingericht, waar de Musikhistorische Sammlung Jehle wordt getoond en verder wordt uitgebreid.
Burgfelden · Ebingen · Laufen aan de Eyach · Lautlingen · Margrethausen · Onstmettingen · Pfeffingen · Tailfingen · Truchtelfingen